# Patrick Nève
Patrick Marie Ghislain Pierre Simon Stanislas Nève de Mévergnies (* 13. Oktober 1949 in Lüttich; † 13. März 2017 in Grez-Doiceau) war ein belgischer Automobilrennfahrer.

## Karriere
Patrick Nève war Instrukteur der Jim Russell Driving School und kam so mit dem Motorsport in Berührung. Die Arbeit in der Rennfahrschule sorgte auch für den ersten finanziellen Spielraum, um die Karriere voranzutreiben. 1974 gewann er den Meistertitel in der STP Formula Ford Championship auf einem Lola T340.
1975 wechselte Nève in die Formel 3 und erfuhr sich durch starke Leistungen einen Formel-1-Testtag bei Brabham. Sein Renndebüt in der Formel 1 gab er beim  Großen Preis von Belgien 1976 für RAM Racing mit einem Brabham BT44B; Nève fiel im Rennen jedoch aus.
1977 war er der erste offizielle Fahrer, der eine komplette Saison für das damals völlig unterfinanzierte Williams-Team fuhr. Williams setzte 1977 einen March 761 ein, mit dem Nève mit dem siebten Rang beim Großen Preis von Italien den Punkterängen am nächsten kam. Parallel zur Formel 1 bestritt Nève auch einige Rennen zur Formel-2-Europameisterschaft. Beim Rennen in Silverstone lag er sogar kurzzeitig in Führung.
Nachdem Frank Williams 1978 den Vertrag nicht verlängert hatte, versuchte Nève zunächst, zum Großen Preis von Belgien 1978 mit RAM Racing einen privaten March 781 an den Start zu bringen; das Projekt scheiterte aber vor dem Rennwochenende an der Finanzierung. Da sich danach auch ein Formel-2-Engagement beim Willi Kauhsen Racing Team zerschlug, zog sich Nève Schritt für Schritt vom Rennsport zurück und fuhr nur mehr selten Tourenwagenrennen für BMW, Sportwagenrennen für March und war Testfahrer bei verschiedenen Teams.
Nève starb im März 2017 im Alter von 67 Jahren in Belgien.

## Statistik

### Le-Mans-Ergebnisse
| Jahr | Team              | Fahrzeug  | Teamkollege        | Teamkollege    | Platzierung | Ausfallgrund |
| ---- | ----------------- | --------- | ------------------ | -------------- | ----------- | ------------ |
| 1980 | March Racing Team | BMW M1    | Manfred Winkelhock | Michael Korten | Ausfall     | Unfall       |
| 1982 | March Racing Team | March 82G | Eje Elgh           | Jeff Wood      | Ausfall     | Elektrik     |

### Einzelergebnisse in der Sportwagen-Weltmeisterschaft
| Saison | Team                       | Rennwagen         | 1   | 2   | 3   | 4   | 5   | 6   | 7   | 8   | 9   | 10  | 11  | 12  | 13  | 14  | 15  | 16  | 17  |
| ------ | -------------------------- | ----------------- | --- | --- | --- | --- | --- | --- | --- | --- | --- | --- | --- | --- | --- | --- | --- | --- | --- |
| 1978   | BMW Belgium                | BMW 320           | DAY | SEB | MUG | TAL | DIJ | SIL | NÜR | LEM | MIS | DAY | WAT | VAL | ROD |     |     |     |     |
| 1978   | BMW Belgium                | BMW 320           |     |     | 10  |     | 13  |     | 9   |     | 4   |     |     |     |     |     |     |     |     |
| 1979   | Luigi Racing               | BMW 530           | DAY | SEB | MUG | TAL | DIJ | RIV | SIL | NÜR | LEM | PER | DAY | WAT | SPA | BRH | ROA | VAL | ELS |
| 1979   | Luigi Racing               | BMW 530           |     |     |     |     |     |     |     |     |     | DNF |     |     |     |     |     |     |     |
| 1980   | March Engineering BBL Team | BMW M1 Ford Capri | DAY | BRH | SEB | MUG | MON | RIV | SIL | NÜR | LEM | DAY | WAT | SPA | MOS | ROA | VAL | DIJ |     |
| 1980   | March Engineering BBL Team | BMW M1 Ford Capri | 43  | DNF |     |     |     |     | DNF |     | DNF |     |     | DNF |     |     |     |     |     |
| 1981   | Team Nashua                | Ford Capri        | DAY | SEB | MUG | MON | RIV | SIL | NÜR | LEM | PER | DAY | WAT | SPA | MOS | ROA | BRH |     |     |
| 1981   | Team Nashua                | Ford Capri        |     |     |     |     |     |     |     |     | DNF |     |     |     |     |     |     |     |     |
| 1982   | March Engineering          | March 82G         | MON | SIL | NÜR | LEM | SPA | MUG | FUJ | BRH |     |     |     |     |     |     |     |     |     |
| 1982   | March Engineering          | March 82G         | DNF |     |     |     |     |     |     |     |     |     |     |     |     |     |     |     |     |